# Arthur Groenouw
Arthur Groenouw (ur. 27 marca 1862 we wsi Bosacz k. Raciborza, zm. 1945) – niemiecki okulista, asystent fizjologa Rudolfa Heidenhaina i okulisty Wilhelma Uhthoffa na Uniwersytecie we Wrocławiu. W 1892 roku habilitował się na okulistyce we Wrocławiu, zostając profesorem tytularnym w 1899 roku.
W 1890 roku opisał dwa różne typy dystrofii rogówki. Uważał wówczas, że są to dwa typy tej samej choroby. Przypadki te opisane zostały jednak jako dwie odmienne choroby, czerpiące nazwę od nazwiska badacza:
- Choroba Groenouwa Typ 1: typ dystrofii rogówki, charakteryzujący się występowaniem szarych plam na powierzchni rogówki.
- Choroba Groenouwa Typ 2: typ dystrofii rogówki, charakteryzujący się szaro-białymi, nieprzeźroczystymi plamkami na powierzchni rogówki.